# Entren los que quieran
Entren los que quieran ("Entrem os que queiram") é o quarto álbum da banda porto-riquenha Calle 13, lançado em 2010. O disco conquistou prêmios Grammy Latino e figurou em paradas da Billboard, além de ter sido bem recebido pela crítica, que elogiou a diversidade do álbum. Aqui, a banda discute temas políticos não mencionados anteriormente em sua discografia.

## Contexto, gravações, título e capa
Em Los de atraas viene conmigo, antecessor de Entren los que quieran, o Calle 13 experimenteou diversos estilos musicais diferentes, e o trabalho final resultou em cinco prêmios Grammy Latino.  O grupo causou polêmica ao vocalista Residente, que apresentava o MTV Latin America Awards de 2009, comentou sobre uma greve em Porto Rico convocada como resposta a um corte de milhares de empregos públicos por parte do então governador Luis Fortuño. Tal corte atingiu, inclusive, a mãe do cantor. Ele chegou a se referir ao político como "filho de uma puta", levando muitos a criticar o grupo. Mais tarde, Residente afirmou que "eu estava preocupado, muito preocupado. Mas eu estou um pouco mais estratégico agora. - eu quero falar a verdade, mas eu não quero diminuir os méritos do que estou dizendo."
Em outra ocasião polêmica, o Calle 13 tocou em Cuba em março de 2010, em frente à embaixada dos Estados Unidos. Antes do show, um prisioneiro político morreu após se submeter a uma greve de fome como forma de protesto contra o governo cubano. Exilados em Miami, alguns opositores do regime castrista criticaram o grupo por se apresentar lá sob tais circunstâncias. Residente se defendeu afirmando que o show foi relatado de forma inexata e que "nós dissemos coisas que nenhum artista disse no palco, como 'aqui as pessoas estão no comando, e o governo tem que obedecer.'" Os episódios influenciaram as letras de Residente e os assuntos a serem tratados no quarto disco. "O que está me tornando mais maduro não é a minha idade, mas sim o que eu estou vendo e vivendo. Eu não estou mais dizendo coisas sem cuidado. Eu estou pensando antes de dizê-las."
As gravações do álbum ocorreram nos Playbach Studios e Música Satánica Studios, em San Juan; e nos Circle House Studios, em Miami. Foi mixado nos Circle House Studios e nos Zeitgeist Sound Studios em Long Island.
Sobre o título do álbum, Visitante explicou que ele significa que "todos estão convidados a entrar. Se você não quiser, bem, não entre." Ed Morales, do NY Daily News, interpretou  título como "um convite à juventude latina de opiniões convergentes para um local seguro para a revolta".  A capa do álbum traz a ilustração de explosivos. Judy Cantor, da Billboard, opinou que isso "parodiou e provocou simultaneamente a reputação [do Calle 13] de provocadores".

## Música e letras
Visitante, que compôs e tocou sozinho em praticamente todas as faixas do disco, afirmou que o álbum continua a experimentar vários estilos diferentes. Ele afirmou que a colaboração do grupo com o guitarrista Omar Rodríguez-López (na época, do The Mars Volta) em "Calma Pueblo" deu um clima "Beastie Boys à canção." Mariano Prunes, do Allmusic, achou que o trabalho dele nas guitarras foi "vicioso" e combinou com a violência da letra. "Baile de los Pobres" contém elementos de música de Bollywood e reggaeton, enquanto que as qualidades atmosféricas de "La Bala" foram comparadas às trilhas sonoras de western spaghetti. "Vamo' a Portarnos Mal" tem elementos de ska e ritmos de merengue. Visitante toca um ukulele em "Muerte en Hawaii", uma música com um "som praiano legal". "Latinoamérica" foi descrita como "folclórica" e traz as participações das cantoras Susana Baca, do Peru, Totó la Momposina, da Colômbia e Maria Rita, do Brasil.

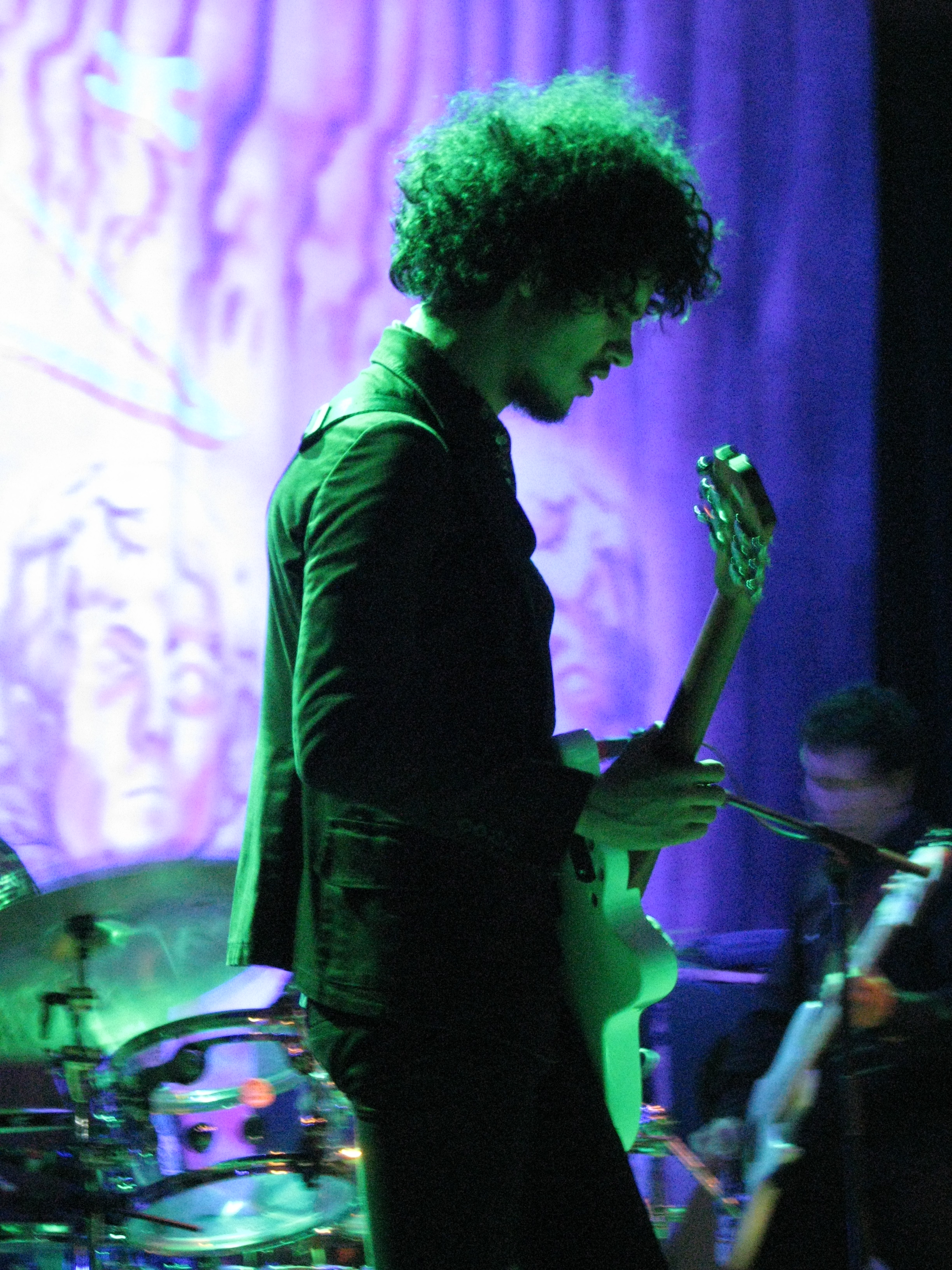
O guitarrista américo-porto-riquenho Omar Rodríguez-López, na época do The Mars Volta, participa da faixa "Calma pueblo".

Com as letras de Entren los que quieran, Residente abordou assuntos mais políticos, inspirado por eventos ocorridos depois do último álbum "Calma pueblo" discute assuntos como políticos desonestos, artistas que dublam músicas ao vivo e a prática do jabá. Ele também menciona os próprios patrocinadores do Calle 13 com o verso "Adidas não me usa, eu estou usando Adidas." Originalmente, Residente escreveu oito páginas de letas para a canção, mas acabou excluindo a maior parte do conteúdo ao sentir que a canção poderia "soar como panfletagem barata. E isso não era o que eu queria fazer". "Digo lo que pienso" foi descrita como um "ataque mordaz" ao então prefeito de San Jaun Jorge Santini.
"Latinoamérica" é uma celebração da América Latina e sua cultura assim como um protesto contra a intervenção estadunidense  no local. Residente afirma na canção que "jamais esquecerá" a Operação Condor. "La bala" ilustra o caminho percorrido por uma bala de modo a denunciar a violência. Segundo Visitante, "Prepárame la cena" é sobre estar preso, complementando que "às vezes você pode estar preso mesmo estando fora da prisão". "Baile de los pobres" foi descrita como uma canção de luxúria com um tema comparável aos "desejos da classe trabalhadora" de Billy Joel em sua canção de 1983 "Uptown Girl". O "lado mais delicado" de Residente é mostrado em "La vuelta al mundo", na qual ele descreve uma viagem ao redor do mundo para escapar da natureza monótona de se trabalhar em um cubículo de um escritório.

## Recepção

### Desempenho nas paradas
Entren los que quieran chegou à 6ª posição na Latin Albums chart da Billboard, e continuou na lista por 25 semanas. Ela também chegou à 25ª posição dos Rap Albums da Billboard, permanecendo na parada por uma semana, e chegou à posição 199 na Top Current Albums da revista. O álbum chegou ao topo das paradas na Argentina, à 22ª posição no México, e na 90ª da Espanha.
"Calma Pueblo" foi o primeiro single do disco, lançado em 9 de agosto de 2010. "Vamo' A Portarnos Mal" foi o segundo, e alcançou a 32ª posição na Latin Pop Songs, 21ª na Tropical Songs, e 11ª na Latin Rhythm Airplay Chart. "Digo lo que pienso" chegou à 16ª posição na Latin Rhythm Digital Songs. "Baile de los pobres" foi o quarto single, lançado em 21 de fevereiro de 2011. O quinto single, "Muerte en Hawaii", chegou à 33ª posição na Latin Pop Airplay e à 11ª na Latin Rhythm Airplay. "Latinoamerica" chegou à 9ª posição na Latin Digital Songs e à 3ª na Latin Rhythm Digital Songs. "La vuelta al mundo" foi o último single do álbum e chegou à 14ª posição na Latin Rhythm Airplay e à 44ª no México.
| Parada (2010)                   | Maior posição |
| ------------------------------- | ------------- |
| CAPIF                           | 1             |
| Top 100 Mexico                  | 22            |
| Productores de Música de España | 90            |
| Top Current Albums              | 90            |
| Top Latin Albums                | 6             |
| Top Rap Albums                  | 26            |

| Parada (2011)                   | Posição |
| ------------------------------- | ------- |
| Latin Albums (Billboard)        | 68      |
| Latin Rhythm Albums (Billboard) | 6       |

### Crítica
A crítica de Entren los que quieran foi em geral positiva. Melissa Maerz da Entertainment Weekly deu uma nota A- ao álbum, afirmando que "inflamando suas canções agitprop com estilos havaianos, latinos, de Bollywood e de hip-hop em Entren los que quieran, eles farão você querer bombardear qualquer rádio que não toque rock em espanhol."
Mariano Prunes do Allmusic deu 3.5 estrelas de um total de cinco possíveis ao disco e sentiu que enquanto o álbum era forte no geral, o valor de choque empregado pelos lançamentos mais antigos do grupo ficou menos impactante: "conforme o álbum progride, enquanto as batidas continuam fortes e as letras continuam espertas, a abordagem de máximo impacto tende à eventual exaustão."
Jasmine Garsd da NPR elogiou o álbum e se referiu à faixa "Latinoamérica" como "um lindo ode aos latinos em todo lugar". Garsd comentou o apelo da banda a fãs latino-americanos, explicando que eles são lutadores que resistem e lutam contra todo tipo de horrores verdadeiros da América Latina. Mas parte do seu desafio está na habilidade de se divertir, ser engraçado e sexy apesar desses horrores."
Bill Friskics-Warren do The Washington Post recomendou o álbum, particularmente as faixas "Calma pueblo", "La bala" e "Vamo' a portarnos mal", e aplaudiu a diversidade musical Visitante, afirmando que suas composições "são globalmente conscientes como a mensagem da banda". Judy Cantor-Navas da Billboard considerou "La bala" a faixa "mais comovente" do álbum, e escreveu que "a marca feroz do Calle 13 de comentários sociais em primeira pessoa e rebeliões que se adaptam a qualquer terreno transmite uma imagem honesta e até corajosa, mesmo que a bravata defensiva de Perez possa se tornar cansativa." Melissa MacEwen do The Tufts Daily deu 4/5 estrelas ao disco, comentando a coesão do álbum e chamando-o de "um álbum altamente audível valioso por ambas suas letras graciosas e estruturas musicais, e seu clima de que definitivamente vale uma dançada".

### Prêmios
Entren los que quieran foi indicado para dez prêmios Grammy Latino em 2011, um recorde na premiação. Jon Pareles do  Los Angeles Times opinou que a experimentação musical eclética do grupo ajudou-os a serem indicados em várias categorias, como música urbana, alternativa e tropical. O disco venceu na categoria Álbum do Ano, marcando a segunda vez consecutiva que um álbum do grupo o prêmio, a primeira tendo sido com Los de atrás vienen conmigo, em 2008. O grupo também venceu nas categorias Melhor Álbum de Música Urbana, Gravação do Ano e Canção do Ano com "Latinoamérica".
Outras categorias em que o disco venceu incluem:
- Melhor Canção de Música Urbana - "Baile de los pobres"[36]
- Melhor Canção Alternativa - "Calma Pueblo" com Omar Rodríguez-Lopez[36]
- Melhor Vídeo Musical - Versão Curta - idem[36]
- Melhor Canção Tropical - com "Vamo' a portarnos mal"[36]
- Produtores do Ano - CAlle 13 & Rafael Arcaute

O álbum foi indicado também a um Grammy, na categoria de Melhor Álbum de Música Latina, Pop, Rock ou Urbana. No México, o disco foi indicado a duas categorias dos Premios Oye!: a de Álbum do ano e Álbum de Música Urbana Latina do Ano, enquanto que "Prepárame la Cena" foi indicada à categoria de Canção do Ano de uma Telenovela.

## Faixas
| N.º            | Título                                                                             | Duração |  |
| 1.             | "Intro" (Introdução)                                                               | 3:17    |  |
| 2.             | "Calma pueblo (com Omar Rodríguez-López" (Calma povo)                              | 4:10    |  |
| 3.             | "El baile de los pobres" (A Dança dos Pobres)                                      | 3:32    |  |
| 4.             | "La vuelta al mundo" (A volta ao mundo)                                            | 3:54    |  |
| 5.             | "La bala" (A bala)                                                                 | 4:27    |  |
| 6.             | "Vamo' a portarnos mal" (Vamos nos comportar mal)                                  | 4:04    |  |
| 7.             | "Latinoamérica (com Totó la Momposina, Susana Baca e Maria Rita)" (América Latina) | 4:58    |  |
| 8.             | "Inter - En Annunakilandia"                                                        | 1:04    |  |
| 9.             | "Digo lo que pienso"                                                               | 4:53    |  |
| 10.            | "Muerte en Hawaii"                                                                 | 3:10    |  |
| 11.            | "Todo se mueve (com Seun Kuti e Nestor Torres)"                                    | 3:22    |  |
| 12.            | "El hormiguero"                                                                    | 5:05    |  |
| 13.            | "Prepárame la cena"                                                                | 5:19    |  |
| 14.            | "Outro"                                                                            | 1:11    |  |
| Duração total: | Duração total:                                                                     | 50:26   |  |